# Neodiogmites alexanderi
Neodiogmites alexanderi là một loài ruồi trong họ Asilidae. Neodiogmites alexanderi được Carrera miêu tả năm 1949. Loài này phân bố ở vùng Tân nhiệt đới.